# Garvin Bushell
Garvin Bushell (* 25. September 1902 in Springfield; † 31. Oktober 1991 in Las Vegas) war ein US-amerikanischer Jazz-Altsaxophonist, Klarinettist, Fagottist und Oboist des Oldtime Jazz, Swing und Modern Jazz. Er spielte mit Cab Calloway und Chick Webb als auch mit John Coltrane und Gil Evans.

## Leben

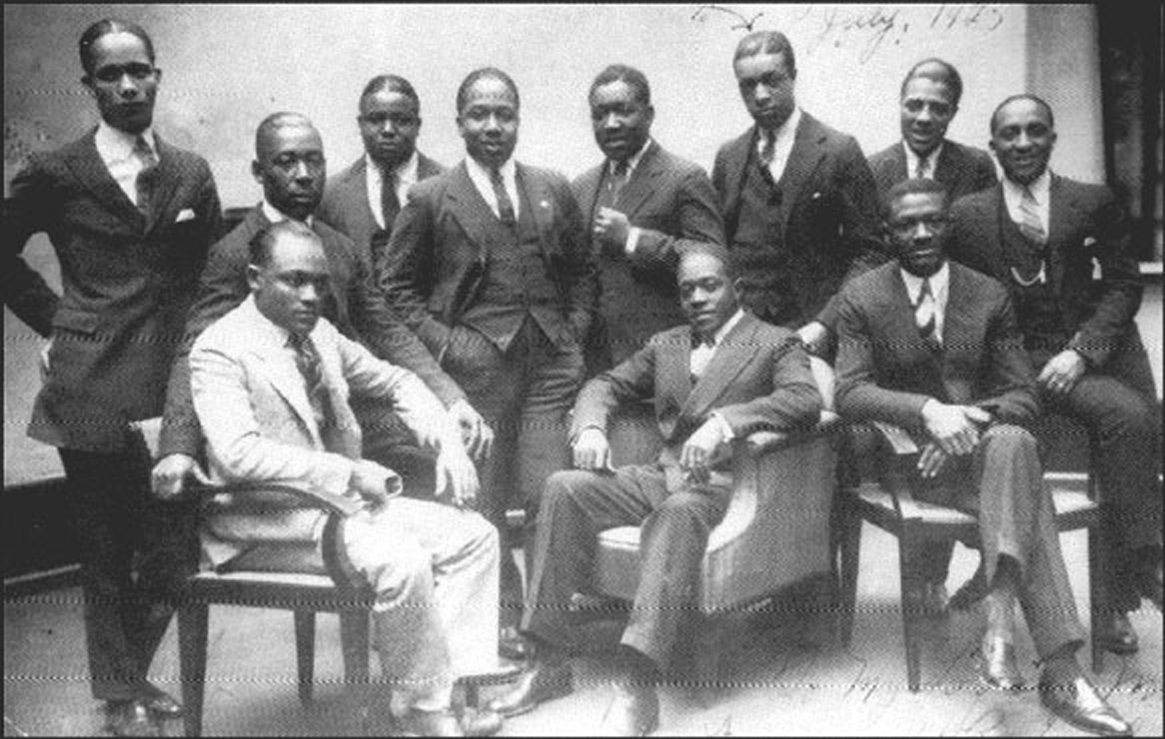
Sam Wooding und sein Orchester 1925 in Berlin, Garvin Bushell (von den stehenden, zweiter von rechts)

Garvin Bushell, Sohn einer Gesangslehrerin und eines Komponisten, studierte in Ohio Klavier und in Paris, New York und Berlin Saxophon, Fagott, Oboe und Flöte. Er kam circa 1920 nach New York und machte 1921 erste Aufnahmen mit Johnny Dunn und Mamie Smith’ Jazz Hounds („Royal Garden Blues“). 1923 entstanden weitere Aufnahmen mit Perry Bradford. Mit dem Orchester von Sam Wooding besuchte er Europa und blieb in dieser Band bis 1925. Von 1926 bis 1928 war er Mitglied von Cab Calloways Orchester, dann spielte er mit den Louisiana Sugar Babies, einer Formation von Jabbo Smith, Fats Waller und James P. Johnson.
Mit ihr nahm er das erste Fagott-Solo in der Jazzgeschichte auf.
Später arbeitete er mit Otto Hardwick und Fletcher Henderson (1935/36), dann engagierte ihn Chick Webb; er blieb bis 1940 in dem Orchester, das nach Webbs Tod Ella Fitzgerald übernahm. Im Jahr 1944 nahm er vier Titel unter eigenem Namen auf. Ab den 1950er Jahren war er vor allem als Musiklehrer tätig, 1950 spielte er Fagott im Chicago Civic Orchestra. 1959 arbeitete er bei Wilbur De Paris und in der Reunion Band des Fletcher Henderson Orchesters. Im Jahr 1961 war er als Gastmusiker an Aufnahmen von John Coltrane beteiligt; zuerst an der Africa/Brass Session, danach als Mitglied des Sextetts mit Eric Dolphy (Live at the Village Vanguard), als am 5. November die Titel Spiritual und India aufgenommen wurden. 1964 wirkte er in der April-Session des Gil Evans Orchesters mit, als die Titel „Hotel Me“ und „Las Vegas Tango“ entstanden. Nach einem kurzen Aufenthalt in Puerto Rico ließ sich Bushell in Las Vegas nieder und arbeitete dort als Musiklehrer.
Bushell war auch an Aufnahmen von Bessie Smith (1930), Wild Bill Davison, Slim Gaillard (1940), Bunk Johnson, Ethel Waters und Rex Stewart beteiligt. 1988 erschienen seine Lebenserinnerungen „Jazz from the Beginning“.

## Auswahldiskographie

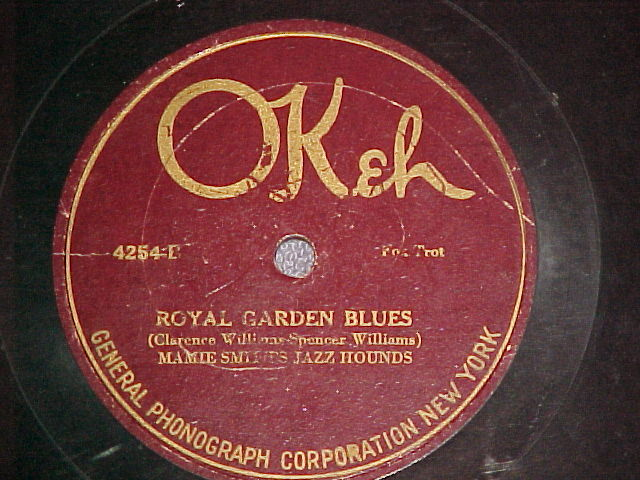
OKeh-78er von Mamie Smith mit Garvin Bushell: „Royal Garden Blues“ (1921)

- John Coltrane: The Complete Village Vanguard Sessions (Impulse! Records, 1961)
- Gil Evans Orchestra: The Individualism of Gil Evans (Verve Records 1963/64)
- Slim Gaillard: 1939-1940 (Classics)
- Bunk Johnson: Last Testament (Delmark Records, 1947)
- Jabbo Smith: Ace of Rhythm (Topaz, 1927–38)